# Большой Утриш (заказник)
Большо́й Утри́ш — ландшафтно-флористический и морской заказник общей площадью 5112 га, расположенный между посёлками Сукко и Малый Утриш, на территории муниципального образования город-курорт Анапа Краснодарского края. Расположен на Абрауском полуострове. Создан постановлением Главы Администрации Краснодарского края № 116 от 2.4.1994 г. Простирается на 12 километров вдоль береговой полосы и закрыт с севера Навагирским хребтом.
2 сентября 2010 года. на базе заказника был создан государственный природный заповедник «Утриш» и до 3 марта 2011 года существовал без официального Положения о заповеднике и описания границ. Приказом Минприроды РФ от 03.03.2011 N 145 «Об утверждении Положения о государственном природном заповеднике „Утриш“» (зарегистрировано в Минюсте РФ 16.03.2011 N 20124) утверждено положение и границы. С 10 июня 2011 года вступает в действие новая редакция Приказа, согласно которой территория заповедника не представляет собой единый массив — заповедник разбит на 4 участка и из заповедника исключён целый ряд территорий:
- уникальный можжевёлово-фисташковый лес в районе второй и третьей лагун — самая экологически ценная, по мнению экспертов, территория, но это место, где планируется построить так называемый «физкультурно-оздоровительный комплекс»;
- коридоры (шириной 150 м) подъездных к этому объекту дорог, в том числе «противопожарная лесохозяйственная дорога»;
- прибрежная полоса к востоку от посёлка Малый Утриш.

На Утрише расположен единственный хорошо сохранившийся в Северном Причерноморье участок типичных восточно-средиземноморских ландшафтов. Здесь наиболее ярко выражено уникальное средиземноморское ядро третичной реликтовой флоры, представленное в том числе и такими эндемиками, как можжевельники высокий и вонючий, фисташка и пицундская сосна, скумпия. Наиболее древняя растительная ассоциация — фисташково-можжевёловые редколесья, где 62,4 % видов растений относится к средиземноморской флоре, а в дубово-грабовых лесах такие виды составляют 40,9 %. Всего насчитывается 75 видов травянистых растений, 107 видов деревьев и кустарников. Около 60 видов занесены в Красную книгу. В лесах Большого Утриша найдены деревья в возрасте до 1000 лет.
Из беспозвоночных и пресмыкающихся стоит упомянуть открытую здесь эмпузу полосатую, ранее известную только по находкам из Крыма, дыбку степную, средиземноморскую черепаху, для которой это единственное место обитания в России, и эскулапова полоза (Красная книга РФ и МСОП). Из птиц здесь гнездятся змееяд, орлан-белохвост, чёрный гриф, стервятник и сапсан, а также огромное многообразие видов в период весенних и осенних пролётов по морскому побережью. Следует выделить такой редкий вид, как лебедь-шипун, зимующий в прибрежных озёрах лиманного типа. На зимовке и пролёте у этих берегов можно наблюдать гагары, поганок и ещё 80 видов водоплавающих и околоводных птиц.
Здесь обитают редкие виды средиземноморских бабочек.
Акватория, включённая в территорию заказника, характеризуется высоким видовым разнообразием различных типов гидробионтов — водорослей-макрофитов, фито- и зоопланктона. На этом участке обнаружено 227 видов водорослей.
В этих местах проходят миграционные пути и частично нагул ставриды, скумбрии и хамсы, а вслед за ними — пути миграций афалин.

## Охрана заказника
Охрана заказника находится в плачевном состоянии. Дирекция заказника была расформирована в 1996 году. В настоящее время распорядителем земель заказника является Департамент лесного хозяйства Краснодарского края. Часть земель заказника сдана в аренду частным фирмам (ООО «Саквояж», ООО «Стройбетон» и др.), что является предпосылкой его масштабного хозяйственного освоения. Наиболее крупный земельный участок (120 га) был сдан в аренду в июле 2008 году Фонду региональных некоммерческих проектов «ДАР». Этот участок охватывает земли в районе 2-й, 3-й и 4-й лагуны в центральной части заказника. В последние годы антропогенный пресс на территорию заказника значительно усилился в результате массовой рекреации и различной хозяйственной деятельности, которая, как правило, осуществлялась с нарушениями законности. Среди известных фактов: хозяйственное освоение Змеиного озера, вырубка деревьев на территории базы отдыха «Морской залив» в 2005 году (инициатор — ООО «Дружба»), вырубка реликтовых деревьев и прокладка участка дороги в районе Змеиного озера в 2007 г. (инициатор — ООО «Росинвест»).
Наиболее драматическая ситуация в отношении заказника сложилась зимой 2008—2009 гг. В ноябре 2008 года по заказу Департамента лесного хозяйства Краснодарского края компанией ООО «Главпромстрой» началось строительство «лесохозяйственной противопожарной дороги», большая часть которой должна была пройти по территории заказника. Строительство дороги преследовало цель обеспечить автомобильный проезд в центральную часть заказника — район Утришских лагун — к участку, арендованному Фондом региональных некоммерческих проектов «ДАР». При строительстве дороги было вырублено большое количество деревьев, занесённых в Красную книгу России, в значительной степени были нарушены естественные ландшафты. Всего было проложено более 3 километров дороги. Строительство велось незаконно — без проведения необходимых экспертиз и согласований. Так как строительство данной дороги несло угрозу рассечения территории заказника пополам и утраты его как целостного массива дикой природы, это вызвало широкую кампанию протестов против этого строительства. В результате действий общественных экологических организаций, в декабре 2008 г. строительство было признано незаконным органами прокуратуры и УВД г. Анапа возбудило уголовное дело по факту незаконной рубки деревьев. Тем не менее, строительство дороги продолжалось, и в начале января 2009 г. строители планировали вывести дорогу к морю. В этой связи, активистами «Экологической вахты по Северному Кавказу», начиная с 31 декабря 2008 г. была организована радикальная акция гражданского сопротивления, в рамках которой была осуществлена блокада строительства дороги, а в Москве и других городах экологическими организациями «Живой Утриш». Архивировано из оригинала 3 сентября 2009 года. и «Спасём Утриш», был проведён ряд акций в защиту реликтовых лесов — в результате 12 января 2008 г. строительство дороги было прекращено. Техника ООО «Главпромстрой» после этого долгое время продолжала оставаться на гребне хребта Навагир на площадке возле строительства дороги. Там же был разбит постоянный экологический пост, деятельность которого обеспечивается активистами движения «Спасём Утриш». Пост осуществляет контроль за тем, чтобы строительство дороги не было возобновлено. Начиная с мая 2009 г. в Арбитражном суде Краснодарского края шел судебный процесс по иску «Экологической вахты по Северному Кавказу», предметом которого была отмена договора аренды лесного участка в районе Утришских лагун и признание строительства ведущей к нему «противопожарной» дороги незаконным. «Экологическая вахта по Северному Кавказу» этот судебный процесс выиграла.
Согласно Лесному плану Краснодарского края на 2009—2018 гг. Архивировано из оригинала 26 декабря 2009 года., утверждённому Постановлением главы Администрации Краснодарского края № 249 от 31 марта 2009 г., на том же самом участке заказника, который сдан в аренду Фонду региональных некоммерческих проектов «ДАР», планируется строительство «физкультурно-оздоровительного комплекса». Дата обращения: 27 января 2010. Архивировано из оригинала 27 января 2010 года., инициатором которого в документах Лесного плана указано Главное управление капитального строительства Управления делами Президента Российской Федерации (приложение 8 пункт 22).
Согласно распоряжению правительства РФ от 23 мая 2001 года № 725-р, до 2010 года должен быть создан заповедник «Утриш».
Минприроды России поручило разработку проекта заповедника Всемирному фонду дикой природы (WWF).
Однако сложившиеся стереотипы, вызванные созвучием названий заказника «Большой Утриш» и проектируемого заповедника «Утриш», постоянно вводят в заблуждение отдельные группы населения.
Распоряжение предусматривает создание заповедника «Утриш» для сохранения средиземноморских сухих субтропиков, но не определяет его размещение. Эту задачу решает проектирующая организация, которая выявляет значимые для сохранения биоразнообразия территории и включает их в состав заповедника.
Именно поэтому разработанный проект значительно превышал площадь заказника «Большой Утриш». Только создание заповедника, включающего два кластера — Абрауский и Шесхарисский, сохранит эти уникальные средиземноморские экосистемы.
В результате на общественные слушания, проводившиеся 1 и 2 декабря 2009 года, был вынесен проект заповедника, значительно отличающийся от разработанного, позволяющий арендовать наиболее ценные прибрежные участки под строительство. Несмотря на то, что доступ общественности на «общественные» слушания был закрыт, их признали состоявшимися. В то же время некоторые радикально настроенные экологические организации стали публично обвинять WWF в намеренном уничтожении природы Утриша посредством создания данного проекта заповедника. Одним из основных аргументов против проекта заповедника приводится значительное расширение его территории относительно территории заказника «Большой Утриш». По мнению WWF, это происходит или от непонимания ценности территории, которая не ограничивается мысами Большой и Малый Утриш, или же по куда более низким мотивам. Другим аргументом является внесённый самим же ВВФ в разработанный проект заповедника «физкультурно-оздоровительный комплекс».
В декабре 2009 — январе 2010 волна экологических акций охватила около 30 городов России и Украины.

## Ликвидация заказника «Большой Утриш»
19 января 2012 года сайт госзакупок опубликовал информацию о конкурсе на подготовку материалов для ликвидации заказника «Большой Утриш» и изменения границ Абрауского заказника. Заказчиком ликвидации и урезания природных объектов является Департамент природных ресурсов и государственного экологического контроля Краснодарского края.